# Saint-Martin-sur-Ouanne
Saint-Martin-sur-Ouanne korábbi község (település) Franciaországban, Saône-et-Loire megyében. 2016. január 1-jén további 13 korábbi községgel egyesült és azokkal együtt Charny Orée de Puisaye új község része lett.
Lakosainak száma 385 fő (2018. január 1.). Saint-Martin-sur-Ouanne Charny, Saint-Denis-sur-Ouanne, Malicorne, Chambeugle, Marchais-Beton és Perreux községekkel határos.

## Népesség
A település népessége az elmúlt években az alábbi módon változott:
| Lakosok száma | 587  | 527  | 414  | 394  | 370  | 441  | 441  | 401  | 387  | 385  |
|               | 1962 | 1968 | 1975 | 1982 | 1990 | 2008 | 2013 | 2015 | 2017 | 2018 |